# Traditionelt kinesisk
Traditionelt kinesisk er den ene af de to standardtegnsæt til at skrive kinesisk med. Det andet tegnsæt er forenklet kinesisk. På kinesisk hedder traditionelt kinesisk: 繁體字/繁体字/fántǐzì (skrevet med henholdsvis traditionelt og forenklet kinesisk og pinyin). Forenklet kinesisk blev indført i Kina i 1950'erne og bruges i officielle publikationer i Singapore og Malaysia mens de traditionelle kinesiske tegn stadig bruges i Hong Kong og Taiwan. Forskellen mellem traditionelle og forenklede tegn er at man med nogle tegn har forenklet dem ved at fjerne nogle streger fx er 會 blevet forenklet til 会 og 愛 er forenklet til 爱. For de fleste tegn er der ikke forskel på traditionelt og forenklet. De fleste kineserere, der kun har lært at læse kinesisk skrevet med forenklede tegn kan uden besvær læse kinesisk skrevet med de traditionelle tegn. De traditionelle tegn er sværere at skrive i hånden end de forenklede men anses af nogle for at være mere dekorative.
Både traditionelle og de forenklede kinesiske tegn kan være sammensat af simplere tegn fx er 好 en sammensætning af 女 og 子. Et sammensat tegn består ofte af en del der siger noget om betydningen (radikalen) og en del der siger noget om udtalen. Kinesiske tegn har en form, der gør det muligt at skrive dem alle indenfor et kvadrat. Da hvert tegn cirka svarer til en stavelse og da man ikke skriver mellemrum mellem ord er kinesisk meget kompakt.
Ifølge Kangxis ordbog over kinesisk tegn og deres betydning, så er der 47035 tegn. Dette antal er dog ikke det højeste man kan finde, men de er alle i den samme ordbog og er den nyeste ordbog hvor "alle" tegn er taget med. Da sprog udvikler sig ændrer antallet af tegn sig også. 
| Sprog | Spire Denne artikel om sprog er en spire som bør udbygges. Du er velkommen til at hjælpe Wikipedia ved at udvide den. |